# Per Edward Carlson
Per-Edward "Bam" Carlson (13 de diciembre de 1950) es un expiloto de motociclismo sueco. Su mejor año fue en 1978, cuando finalizó octavo en la categoría de 125cc.

## Resultados de carrera

### Campeonato del Mundo de Motociclismo
Sistema de puntuación desde 1969 hasta 1987:
| Posición | 1.º | 2.º | 3.º | 4.º | 5.º | 6.º | 7.º | 8.º | 9.º | 10.º |
| Puntos   | 15  | 12  | 10  | 8   | 6   | 5   | 4   | 3   | 2   | 1    |

(Carreras en negrita indica pole position, carreras en cursiva indica vuelta rápida)

#### Carreras por año
| Año  | Cat.  | Equipo     | Moto    | 1       | 2       | 3       | 4       | 5       | 6       | 7       | 8       | 9       | 10      | 11      | 12      | Pts. | Pos. |
| ---- | ----- | ---------- | ------- | ------- | ------- | ------- | ------- | ------- | ------- | ------- | ------- | ------- | ------- | ------- | ------- | ---- | ---- |
| 1974 | 250cc | Yamaha     |         | GER -   |         | NAT -   | IOM -   | NED -   | BEL -   | SWE 13  | FIN -   | CZE -   | YUG -   | ESP -   |         | 0    | -    |
| 1975 | 125cc | Maico      |         | ESP -   |         | ALE -   | NAC -   |         | NED -   | BEL -   | SUE 10  | FIN -   |         | YUG Ret |         | 0    | -    |
| 1976 | 125cc | Morbidelli |         | AUT -   | NAC -   | YUG -   |         | NED -   | BEL 10  | SUE 8   | FIN 8   |         | ALE -   | ESP Ret |         | 6    | 22.º |
| 1977 | 125cc | Morbidelli | VEN -   | AUT 8   | GER Ret | NAT -   | ESP 6   | FRA Ret | YUG -   | NED -   | BEL 13  | SWE 10  | FIN 6   | CZE -   | GBR -   | 14   | 14.º |
| 1978 | 125cc | Morbidelli | VEN -   | ESP 9   | AUT 6   | FRA 3   | NAT 5   | NED 6   | BEL Ret | SWE 4   | FIN 8   | GBR 7   | GER Ret |         | YUG 8   | 46   | 8.º  |
| 1979 | 125cc | MBA        | VEN Ret | AUT 8   | GER 7   | NAT 10  | ESP 7   | YUG 9   | NED Ret | BEL DNS | SWE 16  | FIN 12  | GBR Ret | CZE Ret | FRA Ret | 14   | 21.º |
| 1980 | 125cc | MBA        | NAT DNQ | ESP 17  | FRA 19  | YUG Ret | NED 17  | BEL Ret | FIN 11  | GBR Ret | CZE 20  | GER Ret |         |         |         | 0    | -    |
| 1981 | 125cc | MBA        | ARG 7   | AUT 7   | GER Ret | NAT 18  | FRA 10  | ESP -   | YUG -   | NED 11  |         | RSM -   | GBR Ret | FIN Ret | SWE Ret | 9    | 17.º |
| 1982 | 125cc | MBA        | ARG 10  | AUT Ret | FRA 11  | ESP 12  | NAT Ret | NED 12  | BEL Ret | YUG Ret | GBR Ret | SWE Ret | FIN 19  | CZE Ret |         | 1    | 28.º |
| 1983 | 125cc | MBA        |         | FRA Ret | NAT 24  | GER 24  | ESP 19  | AUT Ret | YUG Ret | NED 28  | BEL 21  | GBR -   | SWE 22  | RSM Ret |         | 0    | -    |